# Na’im Mubarak
Na’im Sad Mubarak, Naeem Mubarak (arab. ‏نعيم سعد‎; ur. 1 października 1957) – piłkarz z Kuwejtu, reprezentant kraju.
Karierę reprezentacyjną rozpoczął w 1980. Uczestnik Igrzysk Olimpijskich 1980. W 1982] został powołany przez trenera Carlosa Alberto Parreirę na Mistrzostwa Świata 1982, gdzie reprezentacja Kuwejtu odpadła w fazie grupowej. Karierę zakończył w 1982.
Jego bracia, Mahbub i Walid, również grali na Mistrzostwach Świata 1982.